# Voedselrellen Sint-Niklaas 1854
De voedselrellen in Sint Niklaas van 1854 behoorden tot de laatste uit een lange reeks grote voedselonlusten in Vlaanderen halverwege de negentiende eeuw als gevolg van de armoede en de hoge voedselprijzen die de regio teisterden.  
In Vlaanderen hadden zich in de jaren 1840 reeds voedselrellen voorgedaan. In de jaren 1850 kregen deze een vervolg, eerst met incidenten onder meer in Luik (1853), Brussel (1853) en Sint-Niklaas (1853) waarna een golf van voedseloproer door Vlaanderen trok met rellen in Gent, Kortrijk, Menen, Lokeren, Oudenaarde, Mechelen en wederom Sint-Niklaas.
Handelaars en molenaars werden mishandeld en bakkerijen vernield en geplunderd. Het oproer richtte zich ook tegen de overheid die aanvankelijk weigerde tot een uitvoerverbod van graan te komen. De laatste voedselincidenten zouden zich in 1856 voordoen. Illustratief zijn de voedselrellen van Sint-Niklaas in 1854.

## Sint-Niklaas
Sint-Niklaas had zich halverwege de negentiende eeuw ontwikkeld tot een industriestad met ruim 20.000 inwoners. Zo waren er in 1846 talloze weverijen, spinnerijen en ververijen met meer dan 1000 mensen in dienst. Er was derhalve een vrij groot fabrieksproletariaat hetgeen de stad vatbaar maakte voor voedselrellen. Bovendien had de stad een traditie met zijn voedselincidenten in onder meer 1787, 1816 en 1817. De incidenten in de jaren veertig rond voedsel bleven de stad bespaard. In 1854 was het echter wel zover. De armoede was onverminderd wijdverbreid en de voedselprijzen hoog. Zowel de prijs van rogge als die van tarwe was dat jaar bijna verdubbeld.
De eerste stap naar de rellen was de arrestatie op de markt (24 augustus 1854) van iemand die als revolutionair werd gezien. Enkele dagen later, op de markt van donderdag 31 augustus, werden handelaars bedreigd en werd hen de toegang tot de markt ontzegd. Ook mishandelde men een boerin die tegen hoge prijzen rogge verkocht, en viel men enkele molenaars aan. De samenscholing die volgde werd door de gendarmerie uiteengedreven.
Een week later, op 7 september, laaiden de ongeregeldheden weer op. Het waren vooral de armen, en onder hen de vrouwen, die actief waren, maar zij genoten vrij grote steun van de andere bewoners. Duizenden mensen verzamelden zich en men nam de verkoop van tarwe, aardappels en rogge zelf ter hand, tegen veel lagere prijzen dan de handelaren. Wie van de boeren en handelaren niet meewerkte werd daartoe gedwongen. Op enig moment greep de Rijkswacht in die met sabels en kogels de duizenden mensen verdreef. Er vielen talloze gewonden en een man viel dood – van de schrik. Er werden 65 personen gearresteerd, onder wie 
20 vrouwen. 